# Nebulosa del Capullo
La nebulosa del capullo es una nebulosa de reflexión en la constelación de Cygnus. La descripción NGC refiere a IC 5146 como un grupo de estrellas de magnitud 9.5, el cúmulo llamado Collinder 470 está involucrado en una nebulosa brillante y oscura.  Brilla con una magnitud de 10,0 /+ 9.3/+ 7.2 lo que dificulta su observación , pero es posible observarla en noches especialmente oscuras. Se encuentra cerca de la estrella a simple vista P Cygni , esta nebulosa está asociada el cúmulo abierto NGC 7209 en Lacerta, y el brillante cúmulo abierto M39. 
El cúmulo está a alrededor de 4.000 años luz de distancia, y la estrella central que la ilumina se formó hace unos 100.000 años. La nebulosa tiene un tamaño de 12 arcmins de ancho, lo que equivale a un lapso de 15 años luz al ver IC 5146, la nebulosa oscura Barnard 168 (B168) es una parte inseparable de la nebulosa, un filamento oscuro que rodea el cúmulo y se proyecta hacia el oeste detrás de la nebulosa del capullo.

## Origen
La estrella central, formada hace unos 100.000 años, proporciona ahora la fuente de energía para la mayoría de la luz emitida y reflejada de esta nebulosa, lo que sugiere que la nebulosa es el material restante de la formación de la joven estrella, la nebulosa tiene una temperatura de 17.000 k y entre 8 y 10 masas solares
- Datos: Q22338886